# Castelnuovo di Conza
Castelnuovo di Conza – miejscowość i gmina we Włoszech, w regionie Kampania, w prowincji Salerno.
Według danych na rok 2004 gminę zamieszkiwało 966 osób, 74,3 os./km².